# Marsopstraße 36 (München)

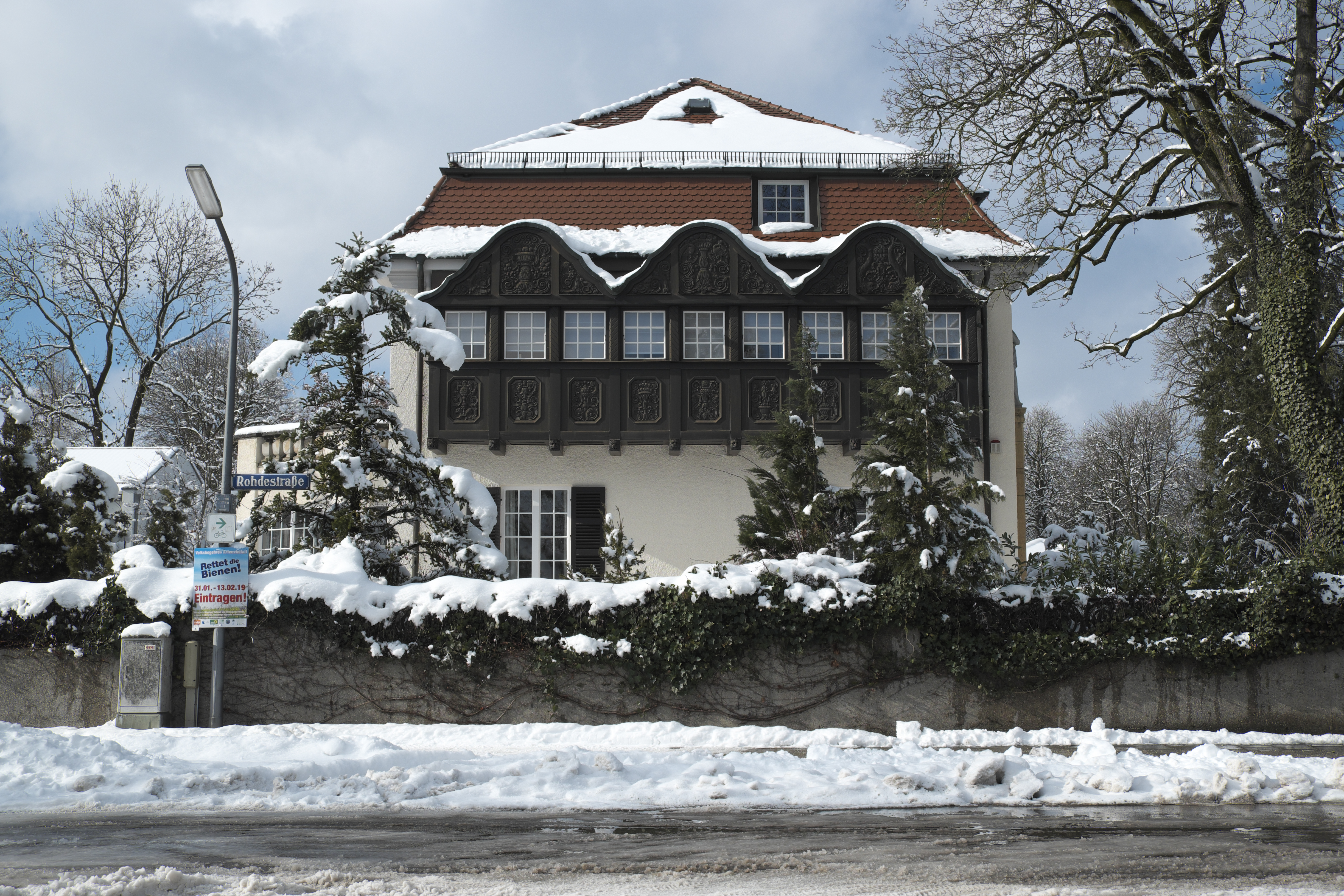
Villa Marsopstraße 36 im Stadtteil Obermenzing von München (Ostseite)

Das Gebäude Marsopstraße 36 im Stadtteil Obermenzing der bayerischen Landeshauptstadt München wurde 1910 errichtet und 1927 umgebaut. Die Villa in Ecklage zur Rhodestraße, die zur zweiten Phase der Bebauung der Villenkolonie Pasing I gehört, ist ein geschütztes Baudenkmal.
Der zweigeschossige Mansarddachbau mit Putzfassade, Wandreliefs und geschnitztem Holzerker wurde von Bernhard Borst im Reformstil errichtet.
Das Haus, im Stil des großbürgerlichen Villenbaus vor dem Ersten Weltkrieg, wurde für den Schriftsteller Siegfried Flesch (* 11. März 1883 in Wien) erbaut. Eine Besonderheit bilden die vier symmetrisch angeordneten Frauenfiguren auf hohen Postamenten an der straßenseitigen Fassade und der breite, mit Schnitzereien versehene Holzerker an der Ostseite. Die Einfriedung mit einem schmiedeeisernen Gitter ist aus der Erbauungszeit erhalten.

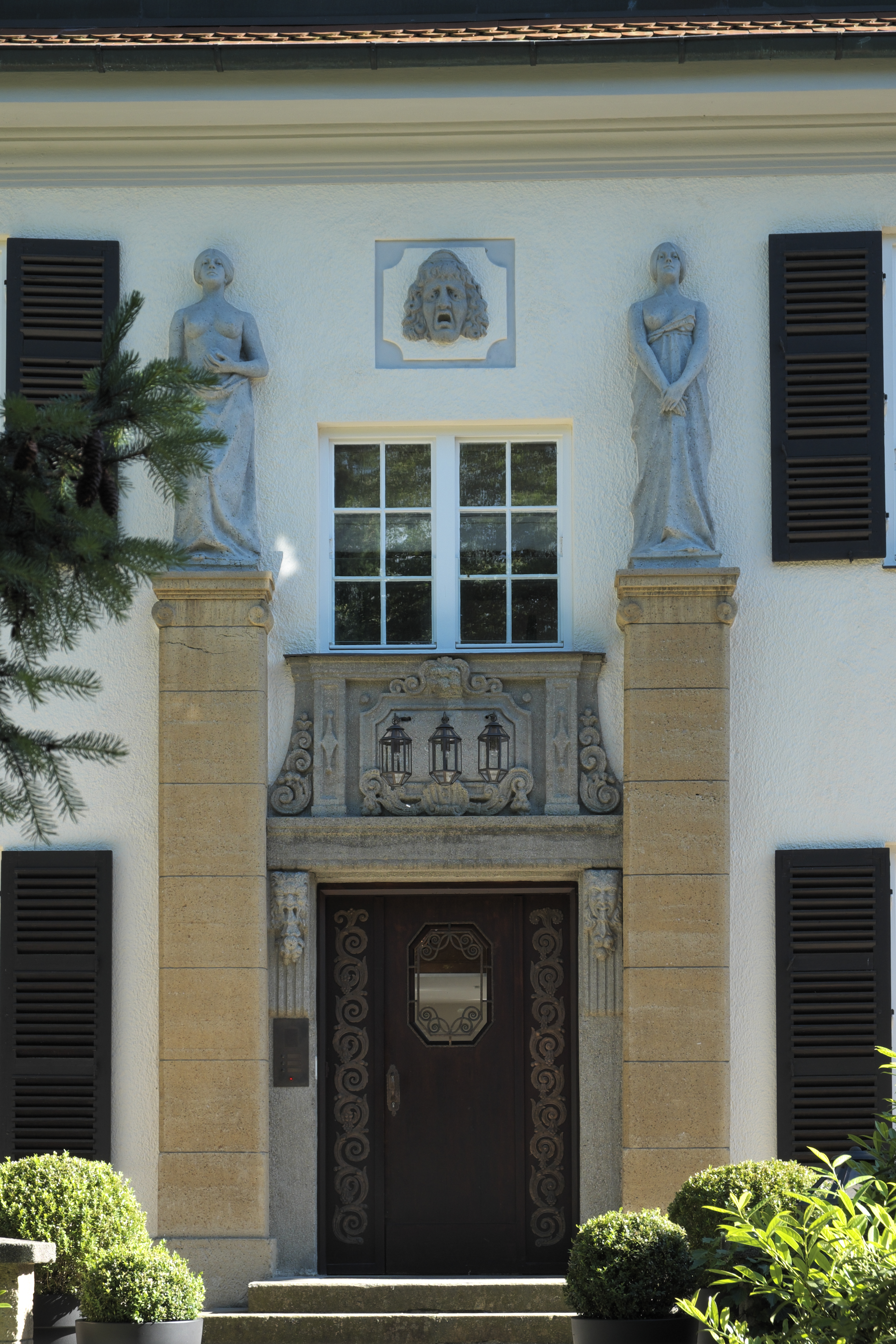
Portal gerahmt von zwei Frauenskulpturen
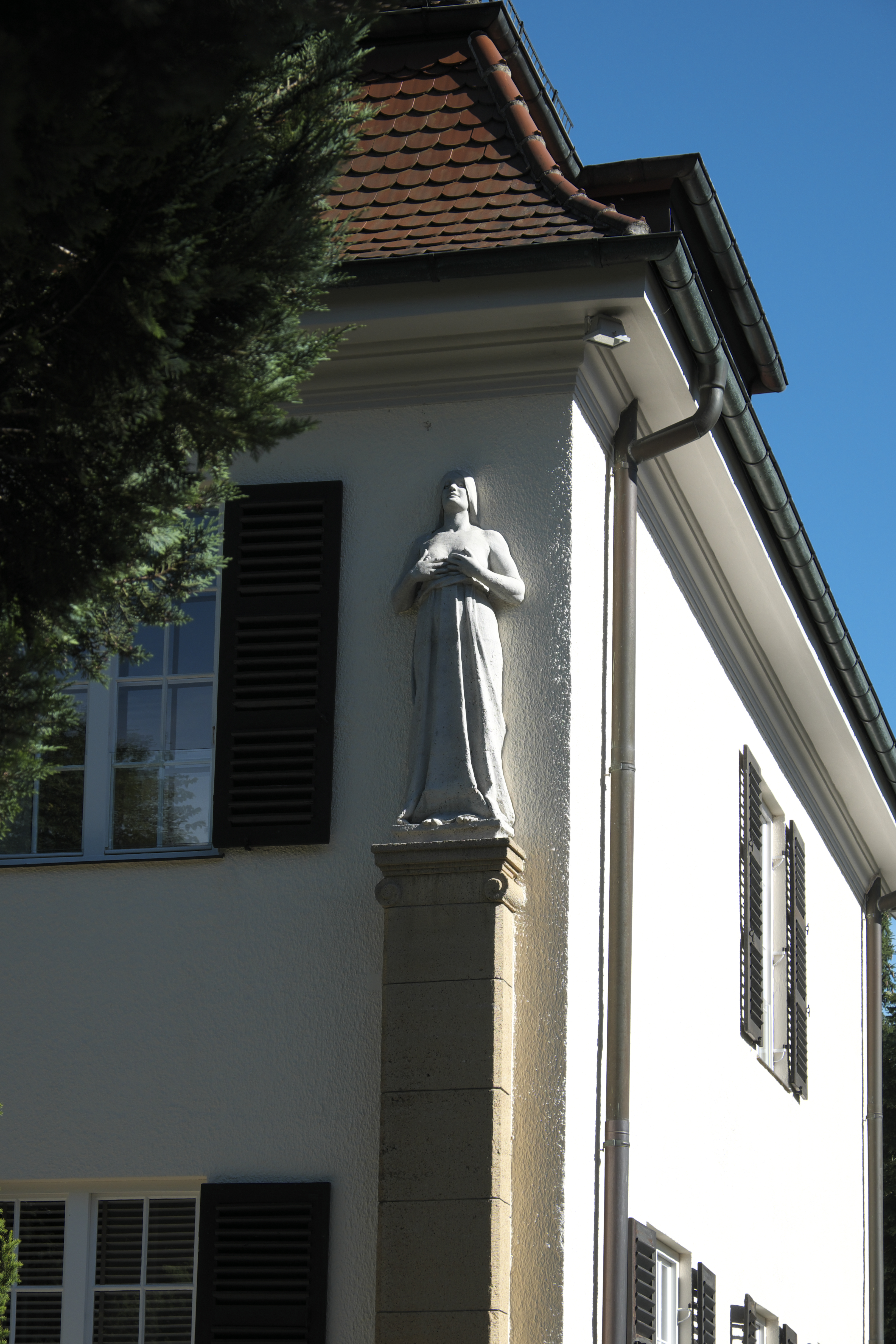
Frauenskulptur
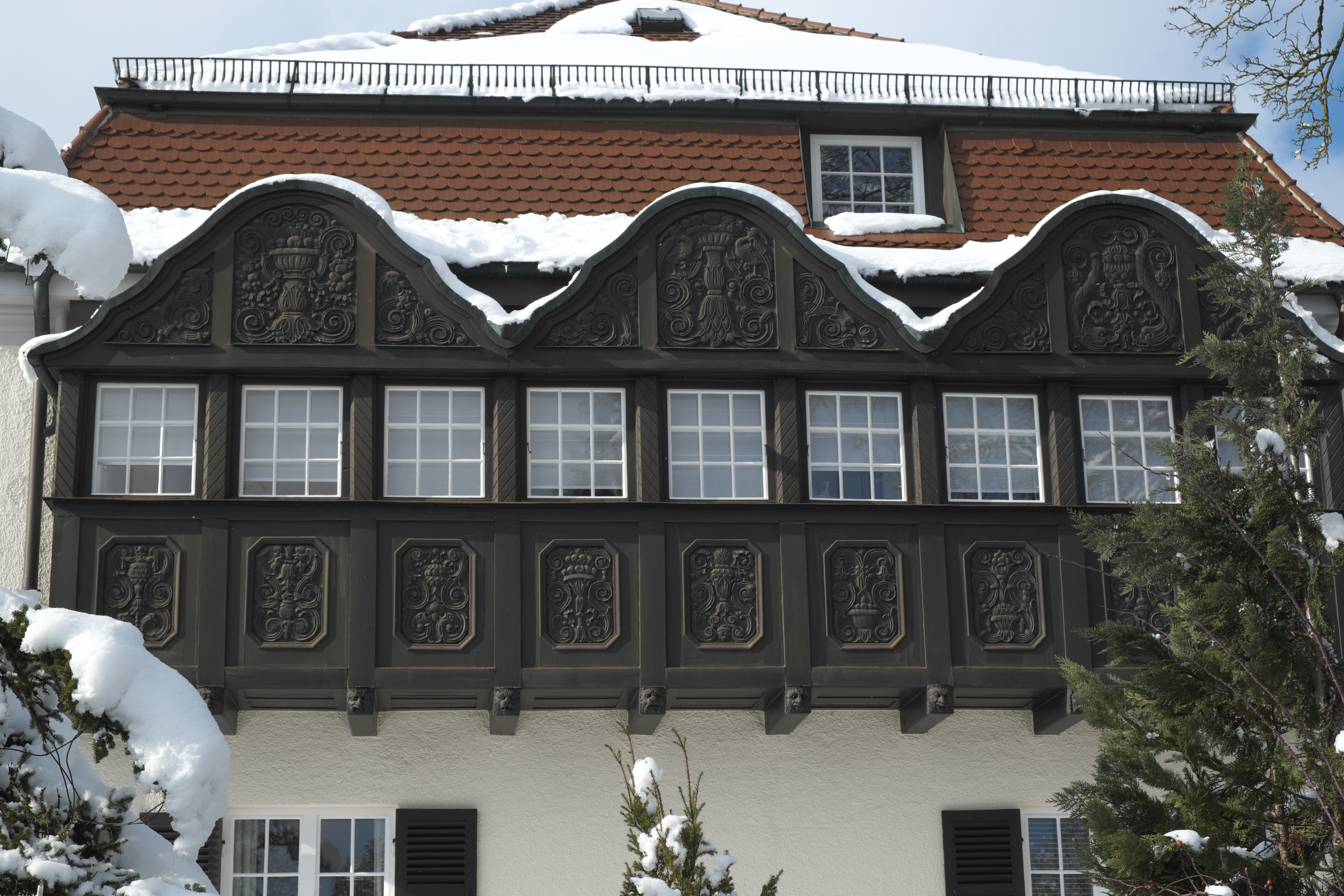
Holzerker
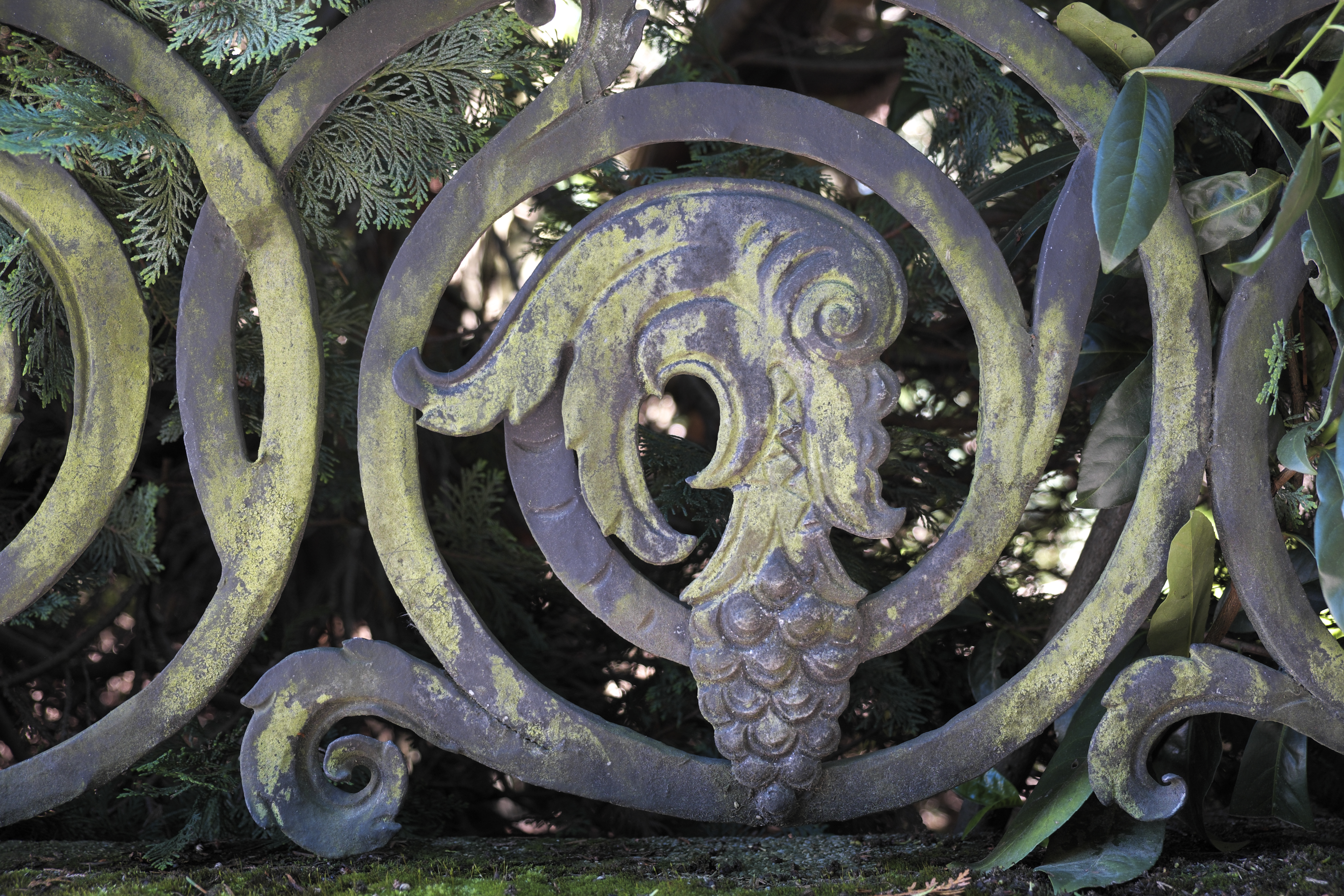
Einfriedung